# شرحبيل
شرحبيل وشراحيل من أسماء عربية قديمة ذات جذور جنوبية وشمالية على السواء، ويظهر هذان الاسمان في نقوش المسند القديمة في اليمن وحضرموت وكذلك في النصوص العربية الشمالية المبكرة.

## أصل الاسم
- شرحبيل: يتكون من مقطعين: شرَح (بمعنى أظهر أو أوضح) وإيل (اسم الإله في اللغات السامية القديمة ويعني "الله" أو "الإله").

المعنى الحرفي للاسم: مُظهر الله أو من شرح الله صدره.
- شراحيل: صيغة قريبة من شرحبيل، مع اختلاف لهجي بين الجنوب والشمال. يحتوي على المقطع الديني إيل، مما يدل على التأثير السامي المشترك بين العربية الجنوبية والآرامية والعبرية.

## الظهور التاريخي
- في النقوش اليمنية القديمة:

```
 - 
شراحيل بن ذي يزن
 (قائد عسكري في عهد 
ذو نواس
 الحميري).  
 - 
معد بن شراحيل الحميري
 (ملك يذكر في بعض المصادر).  
```

- في المصادر الإسلامية المبكرة:

```
 - 
شرحبيل بن حسنة
: أحد قادة 
الفتح الإسلامي
 في بلاد الشام.  
 - 
شراحيل بن عبد الله
: من 
رواة الحديث
.
```

## شخصيات مشهورة
- شرحبيل بن حسنة: أحد كبار القادة العسكريين في عهد الخلفاء الراشدين، قاد جيوش المسلمين في بلاد الشام.
- شرحبيل بن عبد الله: من رواة الحديث في العصر الإسلامي الأول.
- شراحيل بن ذي يزن: قائد عسكري في عهد الملك الحميري ذو نواس، حاصر نجران وهدم بعض الكنائس بحسب المصادر القديمة.
- معد بن شراحيل الحميري: ملك حميري ورد ذكره في بعض المصادر.
- شراحيل بن الحارث: أحد الشخصيات التي ورد اسمها في النقوش الجنوبية.

## الانتشار الجغرافي
ظهر استخدام الاسمين في:
- جنوب الجزيرة العربية (اليمن ونجران وحضرموت) حيث ارتبط أحيانًا بالأُسر الحاكمة أو القادة العسكريين.
- شمال الجزيرة وبلاد الشام في العصور الإسلامية المبكرة.

## الدلالات الثقافية والدينية
يدل المقطع إيل على التأثر الديني السامي المشترك (العربية الجنوبية، العبرية، الآرامية)، مما يبرز البيئة اللغوية والدينية المتنوعة في الجزيرة العربية قبل الإسلام.

## الاستعمال المعاصر
لا يزال الاسمان مستخدمين في اليمن ونجران وجازان وبعض مناطق الحجاز، وغالبًا ما يرتبطان بالقبائل أو العائلات التي تحتفظ بإرث تاريخي قديم.